# Jason de Caires Taylor
Jason de Caires Taylor (Dover, Anglaterra, 12 d'agost de 1974) és un artista i escultor anglès creador de més de quatre-centes escultures subaquàtiques i fundador del primer Parc subaquàtic d'escultura, a Cancun. També és instructor de busseig, naturalista subaquàtic i fotògraf submarí, amb més de 14 anys d'experiència de busseig en diversos països.

## Biografia
És fill de pare anglès i de mare guyanesa. Va passar la primera part de la seva vida entre Europa, Àsia i el Carib. Amb 24 anys, el 1998 es va llicenciar al Col·legi Camberwell d'Arts, a la Universitat de les Arts de Londres, amb el Batxillerat d'Escultura i Ceràmica.
El maig de 2006 es va guanyar el reconeixement internacional per a la creació del primer parc subaquàtic d'escultures a l'illa de Grenada, a les Antilles. Les seves escultures sota l'aigua, dissenyades per a crear esculls artificials per a la vida marina per ser-hi habitades, s'uneixen en les transformacions provocades pels processos ecològics. Les obres es comprometen amb una visió de les possibilitats d'un futur sostenible, retratant a la intervenció humana com a positiva i afirmativa. Basant-se en la tradició de la imatgeria figurativa, l'objectiu del treball de Jason deCaires Taylor és dirigir-se a una audiència crucial d'ampli abast per posar en relleu les qüestions ambientals més enllà dels confins del món de l'art. No obstant això, la seva obra encarna l'esperança i l'optimisme d'una naturalesa regenerativa i transformadora.
A data de 2010, Jason resideix a Mèxic com a director artístic del nou Museu Subaquàtic de Cancun.